# Leopoldia longipes
Leopoldia longipes là một loài thực vật có hoa trong họ Măng tây. Loài này được (Boiss.) Losinsk. mô tả khoa học đầu tiên năm 1935.

## Hình ảnh

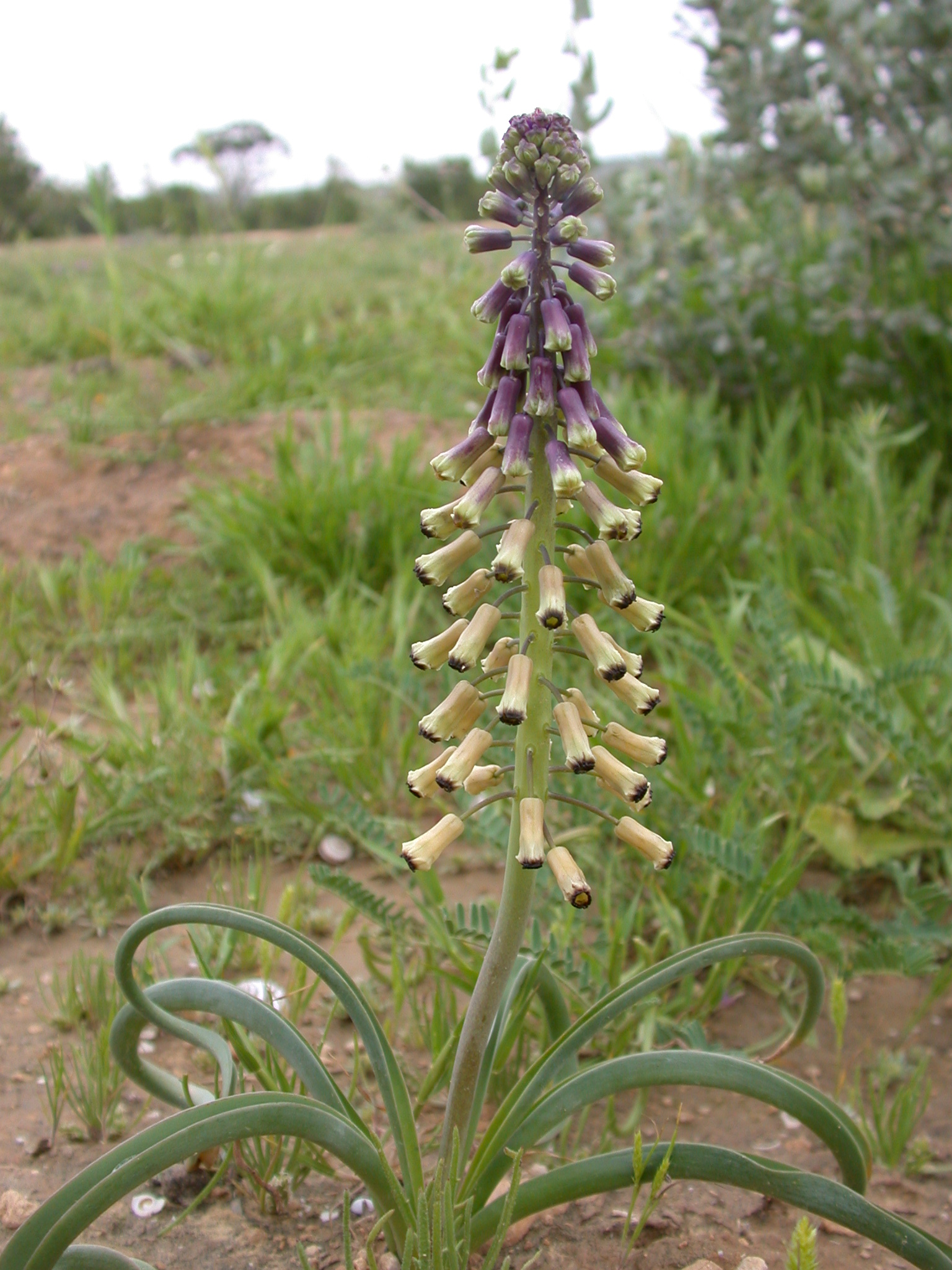
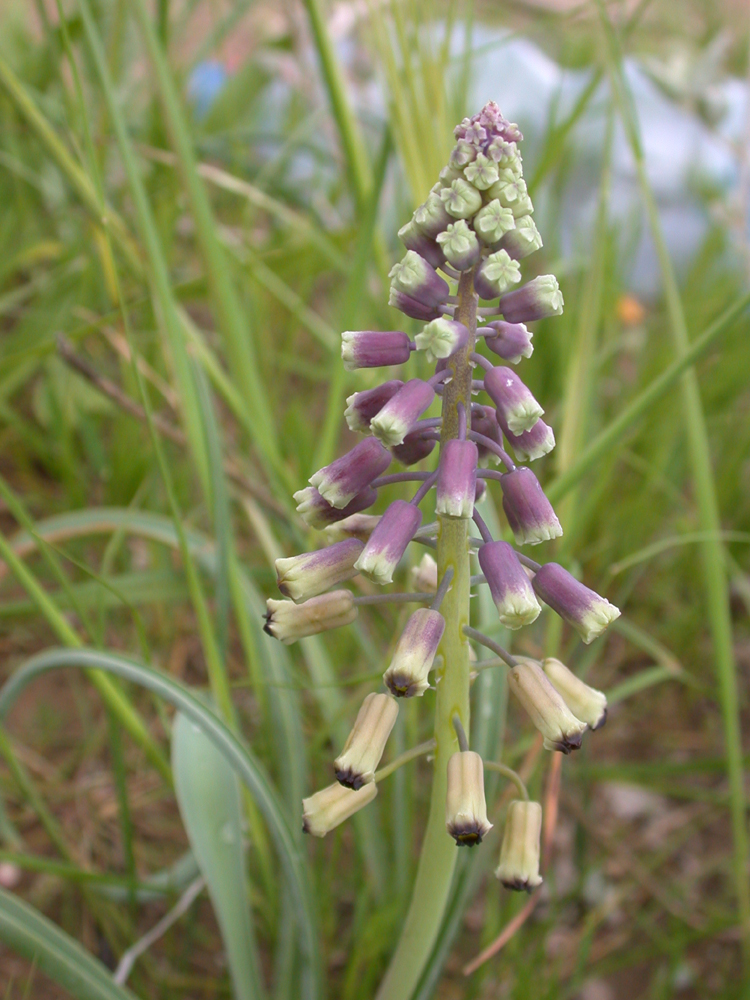
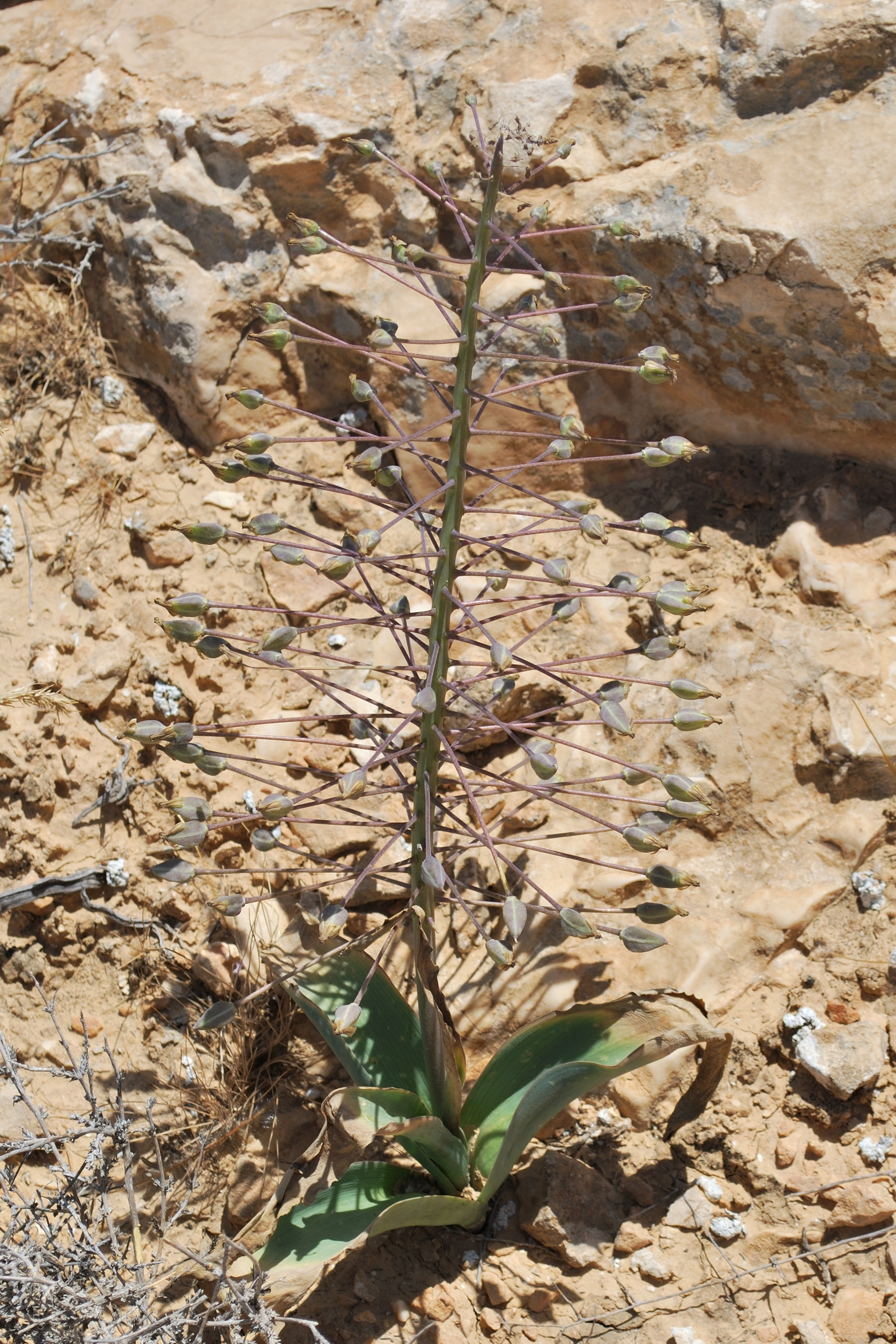
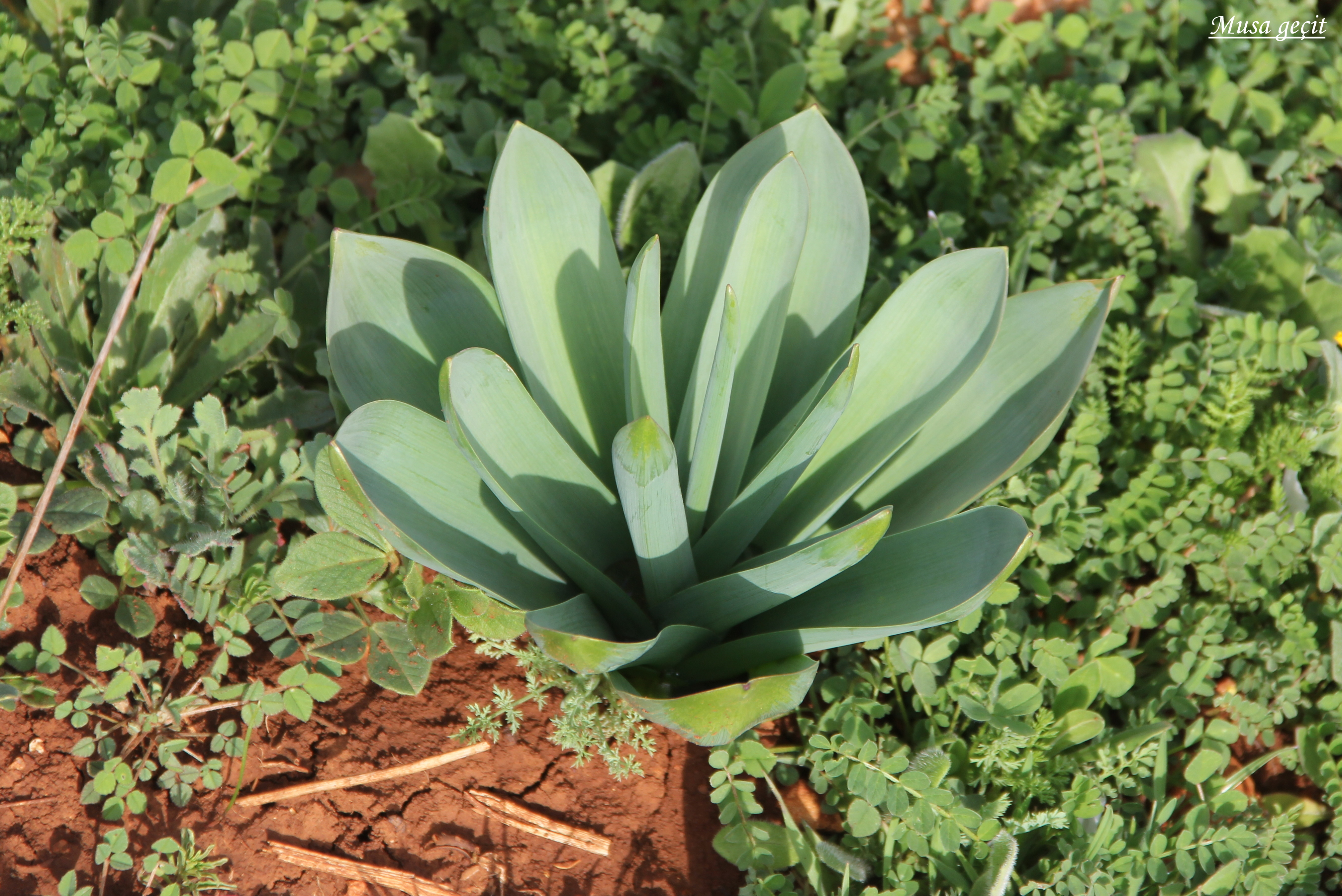